# Mindaugas Striška
Mindaugas Striška (né le 7 mai 1984) est un coureur cycliste lituanien.

## Palmarès
- 2007
  - 2e du Grand Prix de Beuvry-la-Forêt
  - 2e de la Gooikse Pijl
  - 3e du Grand Prix du 1er mai - Prix d'honneur Vic De Bruyne